# Гетин, Питер
Пи́тер Ге́тин (англ. Peter Gethin, 21 февраля 1940 года, Эпсом — 5 декабря 2011 года) — британский автогонщик, участник чемпионата мира по автогонкам в классе Формула-1.

## Биография
Дебютировал в автогонках в 1962 году, выступая на автомобиле Lotus Seven. В 1965 году перешёл в Формулу-3, в 1968 году начал выступать в чемпионате Европы Формулы-2, завоевал два подиума на этапах в Альби и Валлелунге. В 1969 году перешёл в только что учреждённый чемпионат Великобритании по автогонкам Формулы-5000, где дважды в 1969—1970 годах становился чемпионом на автомобиле McLaren. Параллельно с выступлениями в Формуле-5000 в 1970 году стартовал в гонках чемпионата мира Формулы-1 за команду «Макларен», набрал одно очко за шестое место на этапе в Канаде, а также выиграл гонку серии Кан-Ам на автомобиле все той же команды «Макларен».

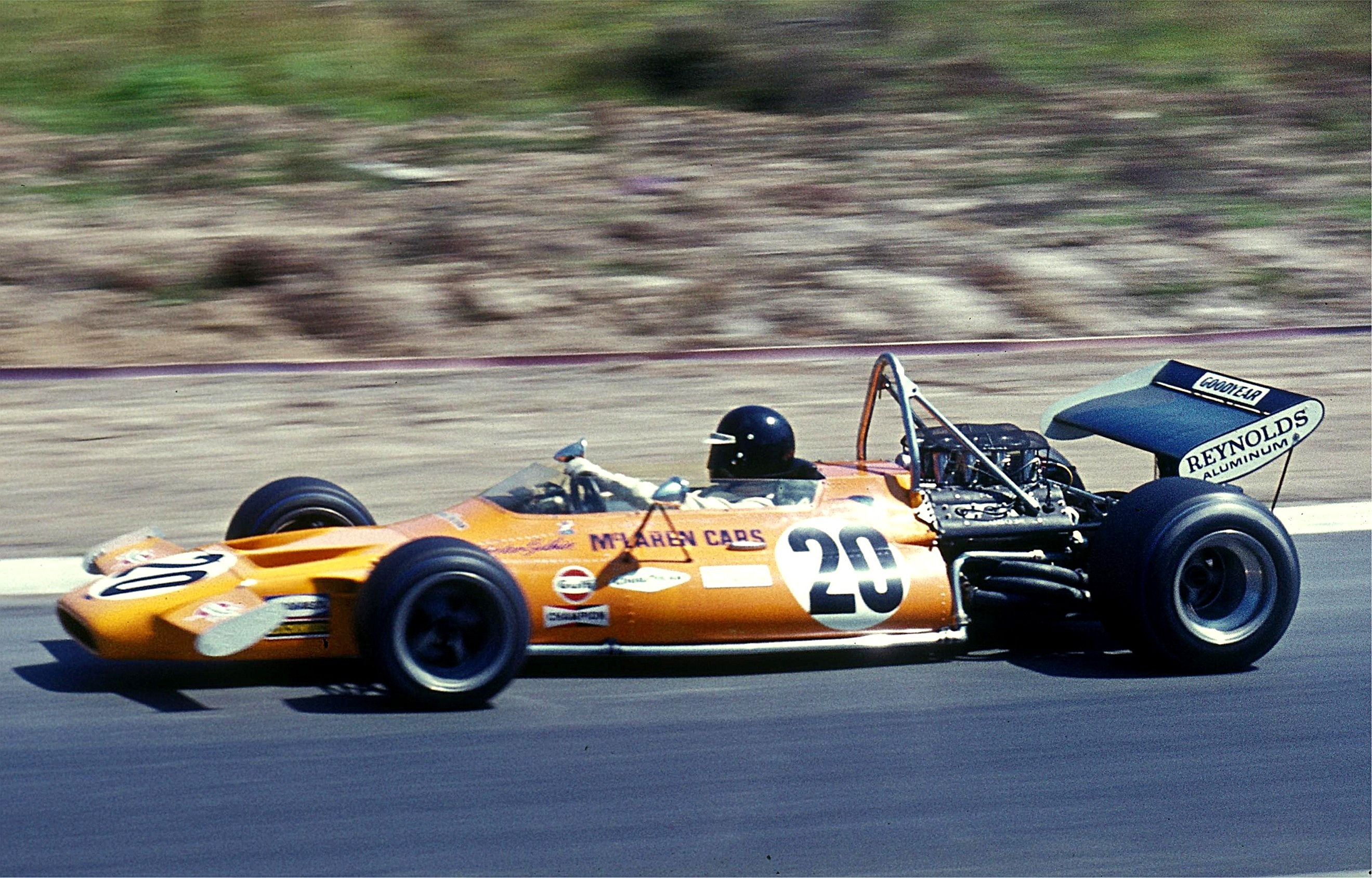
Гетин на Гран-при Германии 1971 за рулем McLaren

В первой половине сезона Формулы-1 продолжил выступления за «Макларен», но после серии неудачных гонок перешёл в BRM, где одержал феерическую победу на Гран-при Италии 1971 года, опередив в последнем повороте гонки Ронни Петерсона и установив рекорд минимального отрыва победителя от второго призёра (0,01 сек.) и максимальной скорости прохождения дистанции (242.62 км/ч, побит в 2003 году). Эта победа осталась его единственным результативным финишем в чемпионате мира того года, а во внезачётных соревнованиях он добился успеха, выиграв гонку Формулы-1 в Брэндс-Хэтче.
В 1972 году Гетин совмещал выступления в чемпионате мира Формулы-1 за команду BRM с соревнованиями Формулы-2 на автомобиле «Chevron B20» и если в первой он лишь дважды за сезон добрался до финиша (6 место на этапе в Италии — единственный зачётный результат), то во второй выиграл Гран-при По и финишировал пятым на Зальцбургринге. В следующем году вернулся в Формулу-5000, где выиграл Гонку чемпионов в 1973 году и одержал победу в Тасманской серии в 1974 году. После стартов в серии Кан-Ам в 1977 году закончил гоночную карьеру. Позже был менеджером команды Формулы-2 и некоторое время работал в команде «Тоулмен» в 1984 году. В последнее время содержал гоночную школу в Гудвуде.
Питер Гетин не считал победу в Монце своим лучшим результатом в автоспорте. Гораздо больше он гордился победой в гонке по улицам По(1972 год).

## Результаты гонок в чемпионате гонщиков «Формулы-1»
| Легенда к таблице |                                                                    |
| --- | ------------------------------------------------------------------ |
| В таблице перечислены результаты всех Гран-при Формулы-1, в которых принимал участие гонщик. Строками таблицы являются сезоны, столбцами — этапы чемпионата мира. В каждой клетке указаны сокращённое название этапа и результат, дополнительно обозначенный цветом. Расшифровка обозначений и цветов представлена в нижеследующей таблице. |                                                                    |
| \| Пример \| Описание \| \| ------------ \| ------------------------------------------------------------------ \| \| 1 \| Победитель \| \| 2 \| Второе место \| \| 3 \| Третье место \| \| 5 \| Финишировал, заработав очки \| \| Сход \| Не финишировал, но при этом заработал очки \| \| 12 \| Финишировал, не получив очков \| \| НКЛ \| Финишировал, но не попал в финальную классификацию \| \| 15 \| Участвовал вне зачёта, либо по отдельной классификации \| \| 18 \| Не финишировал, но попал в финальную классификацию \| \| Сход \| Не финишировал \| \| НКВ \| Не прошёл квалификацию \| \| НПКВ \| Не прошёл предквалификацию \| \| ДСК \| Дисквалифицирован \| \| ИСК \| Исключён из протокола соревнований \| \| ТТ \| Заявлен для участия только в тренировках \| \| НС \| Участвовал в квалификации, но не стартовал в гонке \| \| Т \| Травмирован или болен \| \| ОТК \| Отказ от участия \| \| НТР \| Прибыл на соревнования, но на трассу не выезжал \| \| НПР \| Был заявлен в числе участников, но не прибыл к началу соревнований \| \| О \| Соревнования отменены \| \| \| Не участвовал \| \| Поул-позиция \| \| \| Быстрый круг \| \| |                                                                    |
| Пример | Описание                                                           |
| 1 | Победитель                                                         |
| 2 | Второе место                                                       |
| 3 | Третье место                                                       |
| 5 | Финишировал, заработав очки                                        |
| Сход | Не финишировал, но при этом заработал очки                         |
| 12 | Финишировал, не получив очков                                      |
| НКЛ | Финишировал, но не попал в финальную классификацию                 |
| 15 | Участвовал вне зачёта, либо по отдельной классификации             |
| 18 | Не финишировал, но попал в финальную классификацию                 |
| Сход | Не финишировал                                                     |
| НКВ | Не прошёл квалификацию                                             |
| НПКВ | Не прошёл предквалификацию                                         |
| ДСК | Дисквалифицирован                                                  |
| ИСК | Исключён из протокола соревнований                                 |
| ТТ | Заявлен для участия только в тренировках                           |
| НС | Участвовал в квалификации, но не стартовал в гонке                 |
| Т | Травмирован или болен                                              |
| ОТК | Отказ от участия                                                   |
| НТР | Прибыл на соревнования, но на трассу не выезжал                    |
| НПР | Был заявлен в числе участников, но не прибыл к началу соревнований |
| О | Соревнования отменены                                              |
| | Не участвовал                                                      |
| Поул-позиция |                                                                    |
| Быстрый круг |                                                                    |

| Сезон | Команда  | Шасси        | Двигатель | Ш | 1        | 2       | 3        | 4        | 5        | 6        | 7        | 8        | 9      | 10       | 11       | 12       | 13       | 14       | 15  | Место | Очки |
| ----- | -------- | ------------ | --------- | - | -------- | ------- | -------- | -------- | -------- | -------- | -------- | -------- | ------ | -------- | -------- | -------- | -------- | -------- | --- | ----- | ---- |
| 1970  | Макларен | McLaren M14A | Косворт   | G | ЮАР      | ИСП     | МОН      | БЕЛ      | НИД Сход | ФРА      | ВЕЛ      | ГЕР Сход | АВТ 10 | ИТА НКЛ  | КАН 6    | США 14   | МЕК Сход |          |     | 23    | 1    |
| 1971  | Макларен | McLaren M14A | Косворт   | G | ЮАР Сход | ИСП 8   | МОН Сход |          |          |          |          |          |        |          |          |          |          |          |     | 9     | 9    |
| 1971  | Макларен | McLaren M19A | Косворт   | G |          |         |          | НИД НКЛ  | ФРА 9    | ВЕЛ Сход | ГЕР Сход |          |        |          |          |          |          |          |     | 9     | 9    |
| 1971  | BRM      | BRM P160     | BRM       | F |          |         |          |          |          |          |          | АВТ 10   | ИТА 1  | КАН 14   | США 9    |          |          |          |     | 9     | 9    |
| 1972  | BRM      | BRM P160B    | BRM       | F | АРГ Сход | ЮАР НКЛ |          | МОН Сход | БЕЛ Сход | ФРА НС   | ВЕЛ Сход | ГЕР      |        |          |          |          |          |          |     | 21    | 1    |
| 1972  | BRM      | BRM P180     | BRM       | F |          |         | ИСП Сход |          |          |          |          |          |        |          |          |          |          |          |     | 21    | 1    |
| 1972  | BRM      | BRM P160C    | BRM       | F |          |         |          |          |          |          |          |          | АВТ 13 | ИТА 6    | КАН Сход | США Сход |          |          |     | 21    | 1    |
| 1973  | BRM      | BRM P160E    | BRM       | F | АРГ      | БРА     | ЮАР      | ИСП      | БЕЛ      | МОН      | ШВЕ      | ФРА      | ВЕЛ    | НИД      | ГЕР      | АВТ      | ИТА      | КАН Сход | США | -     | 0    |
| 1974  | Хилл     | Lola T370    | Косворт   | F | АРГ      | БРА     | ЮАР      | ИСП      | БЕЛ      | МОН      | ШВЕ      | НИД      | ФРА    | ВЕЛ Сход | ГЕР      | АВТ      | ИТА      | КАН      | США | -     | 0    |